# 卡罗琳·哈维
卡罗琳·哈维（英語：Caroline Harvey，2002年10月14日—），美国女子冰球运动员，场上位置是后卫。她曾代表美国国家队参加2022年冬季奥林匹克运动会冰球比赛，获得一枚银牌。